# Аль-Тваль, Салям Фахри
Салям Фахри Аль-Тваль (англ. Salam Fakhri Al-Twal; род. в 1956 году, Иорданское Хашимитское Королевство) — советник министерства муниципальных дел Иордании, старший специалист Программы развития ООН. Член Общества дружбы «Иордания — Россия». Награжден Орденом Дружбы. Выпускник Российского Университета Дружбы Народов .

## Биография
Салям Фахри Аль-Тваль родился в 1956 году в Иорданском Хашимитском Королевстве. Его отец в 1960-х побывал в СССР и с тех пор говорил своим детям, что хотел бы, чтобы они учились в России. Вначале в Москву поехали учиться старшие брат и сестра Саляма Тваля, а затем уехал и Салям Тваль.
Салям Фахри Аль-Тваль впервые прилетел в Москву 12 августа 1974 года.
Поступил на инженерный факультет Университета дружбы народов им. Патриса Лумумбы, на специальность «Гражданское строительство». В своем интервью Салям Тваль вспоминал, как студентам-иностранцам покупали в ГУМе теплые вещи, и волновались, чтобы иностранцы чувствовали себя комфортно, живя в СССР.
В 1981 году окончил бакалавриат, в 1983 году — магистратуру. После окончания обучения сразу вернулся домой в Иорданию.
В 1981 году стал инженером в Главном муниципалитете Аммана и занимал этот пост вплоть до 1992 года. С 1992 по 1999 год работал начальником инспекции и инжиниринга в Главном муниципалитете Аммана. В 1999 году стал Главой муниципального района Аммана и членом комитета Главного муниципалитета Аммана. В 2006 году занял пост советника мэра Аммана. С 2009 по 2013 год был директором по надзору в инжиниринговой компании. В 2013 году стал старшим специалистом Программы развития ООН и консультантом по реализации Национальной программы развития органов местного самоуправления и муниципальных услуг «Отказоустойчивость». Занимал должность советника министра муниципальных дел Иордании. Знает арабский, английский и русский язык. После выхода на пенсию - он президент Клуба выпускников советских и российских вузов «Ибн Сина».

## Семья
Есть семья — жена и четверо детей.

## Награы
- Орден Дружбы (25 мая 2017 года, Россия) — за большой вклад в укрепление сотрудничества с Российской Федерацией[8][9].